# Chromousambilla burttii
Chromousambilla burttii är en insektsart som beskrevs av Nicholas David Jago 1981. Chromousambilla burttii ingår i släktet Chromousambilla och familjen Lentulidae. Inga underarter finns listade i Catalogue of Life.